# Epityches eupompe
Epityches eupompe är en fjärilsart som beskrevs av Jacob Hübner och Charles Andreas Geyer 1832. Epityches eupompe ingår i släktet Epityches och familjen praktfjärilar. Inga underarter finns listade i Catalogue of Life.